# Rafael Vilarrubias i Ros
Rafael Vilarrubias i Ros (Igualada, Anoia, 2 de març de 1905 – Banyoles, Pla de l'Estany, 1953) va ser un fotoperiodista català, fill de Gaspar Vilarrubias i Benita Ros. «Les fotografies de Vilarrubias ofereixen un testimoni excepcional de la Segona República, la Guerra Civil i la postguerra.»
Durant la dècada del 1920 va treballar d'encarregat en una blanqueria de la seva ciutat natal. Com a gran aficionat a la fotografia, va ser membre de l'Agrupació Fotogràfica d'Igualada. Va fer retrats a familiars i amics amb una càmera familiar de la marca Kodak i més endavant va comprar una Leica, model I c LUXUS, amb la qual va continuar treballant de retratista durant les seves estones lliures.
En un cartell de les fires de Sant Martirià de Banyoles, va veure unes fotografies que l'impactaren i va optar per traslladar-se a aquesta localitat i treballar professionalment com a fotògraf i fotoperiodista. El 1931, a la vigília de la festa major, Vilarrubias va arribar a Banyoles on va realitzar les primeres fotografies professionals pels carrers i places de la ciutat. L'endemà les va posar a la venda a la papareria Claramunt de la plaça Major. Més endavant va instal·lar el seu primer estudi al carrer del Born.
El 1932 va publicar, com a reporter gràfic a La Vanguardia, un reportatge i una crònica sobre els aiguats de Banyoles del 13 al 20 de desembre. Aquell mateix any també va començar a col·laborar en el diari El Día Gráfico, amb un reportatge sobre la guanyadora del concurs de bellesa de Banyoles. A partir de 1935 va disposar de màquines de filmar, amb les quals va realitzar documentals d'actes socials, lúdics i polítics de Banyoles i de la rodalia. Aquests documentals van ser projectats en locals i cinemes de la comarca, juntament amb les pel·lícules de moda de l'època.
Al llarg de la seva trajectòria professional va compaginar la feina de retratista i la de fotògraf artístic amb la seva gran passió: el fotoperiodisme. Des de 1932 fins a l'any 1937 va publicar dotze imatges de portada i diverses imatges en 27 pàgines interiors al suplement Notas Gráficas del diari La Vanguardia. També va publicar diverses imatges de portada i pàgines interiors al diari El Día Gráfico, de les quals en consten 38 de documentades.
El 1940 es va casar amb Carme Arbell i va traslladar el seu estudi al carrer de Valls, al mateix edifici hi va instal·lar la residència familiar. Un any més tard va néixer la seva primera filla, Carme Vilarrubias i dos anys més tard, el 1943, el seu fill, Lluís Vilarrubias. El 1947 va començar a col·laborar amb la revista Horizontes de Banyoles (l'actual Revista de Banyoles). La seva primera fotografia de portada per a aquesta revista local va ser una imatge de l'estany de Banyoles en un dia de tramuntana.
Rafael Vilarrubias va morir el 1953 a causa d'una malaltia cardíaca, cinc setmanes després va morir el seu fill Lluís, també d'una malaltia coronària.
Llegat
El 2006, la seva filla Carme va formalitzar la cessió no exclusiva dels drets sobre el fons fotogràfica al Centre de la Imatge de la Diputació de Girona Inspai. El mateix any, l'ajuntament de la ciutat de Banyoles en reconeixement del seu mèrit, li va dedicar la «Plaça de Rafael Vilarrubias i Ros».
El 2014, l'INSPAI va inaugurar una sala d'exposicions virtual 3D amb el fons Vilarrubias, també disponible en format d'apli per tauletes.